# La notte dell'aquila (film)
La notte dell'aquila (The Eagle Has Landed) è un film di guerra del 1976 diretto da John Sturges, ispirato al best seller omonimo di Jack Higgins.

## Trama
Dopo la liberazione di Benito Mussolini sul Gran Sasso il 12 settembre 1943, Adolf Hitler si convince che un'azione così audace possa essere ripetuta per catturare il primo ministro Winston Churchill. L'idea è sostenuta da Himmler, e l'ammiraglio Canaris, incaricato di verificarne la fattibilità, sebbene poco convinto delle possibilità di successo, ordina a sua volta al colonnello Radl di mettere a punto l'operazione. Quest'ultimo viene a sapere del programmato viaggio di Churchill a Studley Constable, un paesino del Norfolk in Inghilterra, e organizza un piano d'azione, denominato "Operazione Aquila", che prevede di paracadutare un commando in Inghilterra, catturare il Primo Ministro e trasferirlo via mare in Germania su una motosilurante.
Per portare a compimento la missione, Radl sceglie il colonnello Kurt Steiner, coraggioso e pluridecorato capo di un gruppo di paracadutisti. Di ritorno dalla Russia, Steiner e i suoi finiscono tuttavia nei guai quando, a Varsavia, aiutano una ragazza ebrea a fuggire, minacciando anche un ufficiale delle SS. Soltanto i precedenti meriti di Steiner salvano dalla fucilazione l'intero gruppo, che viene però trasferito sull'isola di Alderney e impegnato in pericolose missioni navali. Tuttavia, Himmler, che intende prendersi il merito per la cattura di Churchill, fornisce a Radl credenziali direttamente da parte di Hitler, grazie alle quali il colonnello fa liberare Steiner i suoi uomini, per i quali l'Operazione Aquila diventa così l'occasione di riscatto.
Per la missione viene anche incaricato come basista l'irredentista irlandese Liam Devlin, che precede il commando in Inghilterra dove viene ospitato dalla signora Joanna Grey, un'abitante di Studley Constable, spia dei tedeschi. Durante la sua permanenza, Liam ispeziona la zona e recupera due mezzi militari, ma nel frattempo conosce e si innamora, ricambiato, della giovane Molly Prior, un'abitante del villaggio. Finalmente anche Steiner e i suoi 15 uomini giungono a Studley Constable, paracadutandosi sulla spiaggia con indosso le divise dell'esercito polacco. Tutto procede secondo i piani, Radl informa perciò Himmler che "l'aquila è atterrata", e quest'ultimo si fa restituire le credenziali che gli aveva in precedenza dato.
Nel frattempo i tedeschi, sempre in uniforme polacca, arrivano nel paesino e vi compiono delle finte esercitazioni, coinvolgendo gli abitanti. Qui tuttavia scoprono che, in una vicina tenuta, è di stanza una compagnia statunitense, comandata dall'ambizioso colonnello Pitts e dal giovane capitano Clark, il quale fa la conoscenza di Steiner.
Intanto durante l'esercitazione, una bambina del paese cade nella gora di un mulino ad acqua: la corrente la sta per trascinare verso la ruota, ma un soldato tedesco si tuffa in acqua e la salva, perdendo però la presa e finendo lui ucciso dalle pale del mulino. In questo modo però si rivela la divisa tedesca che portava sotto quella polacca e l'identità della squadra è scoperta.
I pochi abitanti vengono allora fatti prigionieri e portati nella chiesa; ma Pamela, la giovane sorella del parroco, riesce a scappare e dà l'allarme al quartier generale. Qui il colonnello Pitts, anziché avvisare i suoi superiori, si lancia verso il paesino con una squadra di soldati e prova un assalto alla chiesa, ma i tedeschi, dispostisi in vari punti strategici, eliminano molti dei suoi uomini. Dopo essersi ritirato, il colonnello finisce casualmente proprio a casa della Grey, la cui vera identità era stata nel frattempo scoperta. La spia uccide così l'ufficiale americano, ma subito dopo si suicida per non essere catturata.
Nel frattempo Clark intercetta il convoglio di Churchill per avvertirli e fa portare il primo ministro inglese alla tenuta dove si trovano i rangers.
Intanto i tedeschi si preparano alla ritirata, ma vengono rallentati in nuovi scontri a fuoco con gli americani, in cui il vice comandante Neustadt resta ferito, mentre i due veicoli vengono distrutti. Così il capitano Clark, che aveva assunto il comando delle operazioni, fa in tempo a raggiungere il paese, stavolta molto meglio equipaggiato, ed ottiene dal colonnello Steiner il rilascio dei civili fatti prigionieri. Ormai impossibilitati alla fuga, i soldati tedeschi decidono quindi di restare in paese e di resistere quanto più possibile, impegnando gli uomini di Clark per permettere ai soli Steiner, Neustadt e Devlin, di scappare di nascosto attraverso un passaggio segreto scoperto dall'irlandese. I tre raggiungono la motosilurante che li aspetta per la fuga. Steiner si congeda da Neustadt e gli ordina di salire a bordo della silurante, mentre Devlin decide di fuggire nella natia Irlanda. Il colonnello invece non rinuncia alla sua missione e rimane in Inghilterra. Alla chiesa intanto il capitano Clark ha vinto la battaglia, mentre dall'imbarcazione tedesca si comunica in Germania quanto accaduto.
Il colonnello Radl, dopo aver ordinato al suo attendente di mettersi in salvo, si dispone ad attendere il suo destino, che si materializza con l'arrivo di due ufficiali delle SS che lo arrestano e poco dopo lo fucilano con l'accusa di tradimento mediante abuso di potere.
Al calar del buio Churchill viene finalmente scortato alla villa dove avrebbe dovuto soggiornare, ma intanto il colonnello Steiner è ancora in giro per le campagne inglesi e, approfittando dell'oscurità, riesce a neutralizzare una sentinella statunitense a cui ruba la jeep e l'uniforme, riuscendo così a raggiungere e a penetrare nella villa.
Qui Steiner si nasconde in un angolo buio del cortile e, quando vede Churchill uscire sulla veranda per sorseggiare un brandy, gli si avvicina e lo uccide con la sua Mauser, ma subito dopo viene raggiunto dai colpi sparati dal capitano Clark.
Clark osserva sgomento il cadavere del primo ministro inglese, ma viene informato da un funzionario britannico dei servizi segreti di Sua Maestà che quello che sembrava essere il premier, era in realtà un attore molto coraggioso che si prestava a farne da controfigura, mentre il vero Churchill in quel momento si trova in Persia, in quanto impegnato nella conferenza di Teheran con Stalin e Roosevelt; lo stesso funzionario ricorda tuttavia a Clark che questo episodio deve rimanere segreto e lo promuove sul campo al grado di maggiore. 
Al mattino seguente, mentre sta fuggendo verso l'Irlanda, Devlin scopre che la motosilurante tedesca si è arenata per la bassa marea; al paese intanto Molly sta leggendo la lettera di addio che Liam le aveva scritto.